# Endel Lieberg
Endel Lieberg (ur. 28 sierpnia 1927 w Järvamaa, zm. 10 sierpnia 2011) – estoński polityk, przewodniczący kołchozu w Estońskiej SRR, dwukrotny Bohater Pracy Socjalistycznej (1971 i 1987).

## Życiorys
Urodził się w rodzinie chłopskiej. Do 1941 uczył się w szkole podstawowej, podczas niemieckiej okupacji pracował w rodzinnym gospodarstwie, od 1945 do 1947 uczył się w technikum sadowniczym w Türi, którego nie ukończył. Od września 1947 pracował w Paide w kombinacie przemysłowym, gdzie został technikiem i kierownikiem działu, w czerwcu 1950 został technikiem działu budownictwa kołchozowego komitetu wykonawczego Järvamaa, potem kierował działem budownictwa kołchozowego rejonowego komitetu wykonawczego w Paide. W kwietniu 1953 został członkiem KPZR i etatowym pracownikiem aparatu partyjnego jako instruktor wydziału rolnego Komitetu Rejonowego KPE w Paide, później instruktor Stacji Maszynowo-Traktorowej. Jesienią 1953 został skierowany przez partię do pracy na wsi i w styczniu 1954 wybrany przewodniczącym kołchozu im. Mołotowa, przemianowanego w 1955 na kołchoz Koit, a w marcu 1960 na kołchoz 9 maja (w rejonie Paide, obecnie prowincja Järvamaa). W 1971 był delegatem na XXIV Zjazd KPZR, a od 1974 do 1989 deputowanym do Rady Najwyższej ZSRR od 9 do 11 kadencji. Wchodził w skład KC KPE. W 1974 otrzymał tytuł zasłużonego pracownika gospodarki rolnej Estońskiej SRR. W 1990 przeszedł na emeryturę. Mieszkał we wsi Väätsa w gminie Türi. Został pochowany w Paide na cmentarzu Sillaotsa.

## Odznaczenia
- Medal Sierp i Młot Bohatera Pracy Socjalistycznej (dwukrotnie, 8 kwietnia 1971 i 10 lipca 1987)
- Order Lenina (czterokrotnie, 1 października 1965, 8 kwietnia 1971, 27 grudnia 1976 i 10 lipca 1987)
- Order Rewolucji Październikowej (12 grudnia 1973)
- Order Czerwonego Sztandaru Pracy (1 marca 1958)

I medale.